# Музей Варшавского восстания

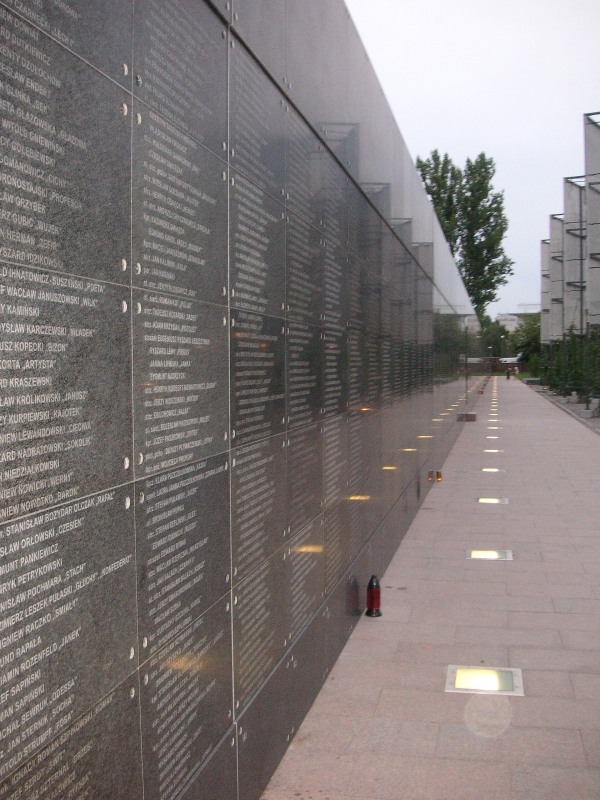
Стена памяти

Музей Варшавского восстания — музей, находящийся в Варшаве, Польша. Находится в здании бывшей трамвайной электростанции при улице Гжибовской № 79. Музей был открыт 31 июля 2004 года. Зарегистрирован в Государственном реестре музеев. В руках политиков правого толка музей стал важным элементом, орудием для осуществления исторической политики.

## История
Уже в 1950-х годах жители Варшавы добивались создания музея Варшавского восстания 1944 года. Главным препятствием был тогда тот факт, что командование восстания было связано с эмиграционным польским правительством в Лондоне.
В 1983 году музей был формально создан как отделение Исторического музея города Варшавы.
После перемен 1989 года создание музея стало возможным. Когда 18 ноября 2002 года президентом Варшавы был избран Лех Качиньский, он назвал организацию музея одной из главных задач своей деятельности на этом посту.
Для размещения музея было выбрано построенное в 1904—1908 годах здание трамвайной электростанции. Строительные работы начались в апреле 2004 года и велись в три смены 24 часа в день. Музей был торжественно открыт 31 июля 2004 года, накануне 60-той годовщины Восстания.

## Программа
Постоянная экспозиция занимает площадь 3000 м². и расположена на 4-х этажах. Включает около 750 экспонатов и 1000 фотографий.
В одном из помещений находится макет британского бомбардировщика Liberator B-24J, который снабжал повстанцев оружием и продуктами питания.
Рядом с музеем находится Стена памяти длиной 156 м, с именами 10 000 павших повстанцев.
С Музеем восстания связан Институт имени Стефана Стажинского, президента Варшавы в 1938—1939 годах. В настоящее время экспозиция «заявляет», что во время варшавского восстания была одержана «моральная победа». Подчёркивается преемственность существующего в Польше политического строя с событиями восстания, а также политическая направленность восстания против СССР и ПКНО.
Музей Варшавского восстания на официальном уровне возлагает ответственность за поражение варшавского восстания в первую очередь на Иосифа Сталина и СССР.. Одна из базовых идей экспозиции — «теория двух оккупаций», нацистской и советской.

## Фальсификация немецких потерь в людях и боевой технике
Немецкие архивные данные свидетельствуют , что воинские формирования потеряли безвозвратно 1 танк T-V и 2 САУ Hetzer, полицейские подразделения и коллаборационистские воинские формирования потеряли безвозвратно несколько танков. Почти все поврежденные танки и САУ эвакуировали и ремонтировали (некоторые танки и САУ ремонтировали несколько раз). По версии польской стороны, уничтожены 290 танков, САУ и броневиков.
Немецкие архивные данные свидетельствуют, что все формирования Третьего Рейха потеряли oколo 3000 погибших и умерших от ран и oколo 10 000 раненных. Подсчет общих потерь Третьего Рейха в боевых действиях в Варшаве с 1947 года основан на откровенной фальсификации немецких потерь до уровня 17 000 убитых и 9000 раненых. 